# Rio Quente
Rio Quente is een gemeente in de Braziliaanse deelstaat Goiás. De gemeente telt 3.285 inwoners (schatting 2009).

## Aangrenzende gemeenten
De gemeente grenst aan Água Limpa, Caldas Novas, Marzagão en Morrinhos.